# Pursued
Pursued is een Amerikaanse western uit 1947 onder regie van Raoul Walsh. De film werd destijds in Nederland uitgebracht onder de titel De wrekende hand.

## Verhaal
Jeb heeft steeds het gevoel gehad dat zijn pleeggezin hem nooit heeft aanvaard. Alleen zijn stiefzus Thor heeft altijd een zwak voor hem gehad. Als Jeb gaat meevechten in de Spaans-Amerikaanse Oorlog, vertelt hij Thor dat hij verliefd is op haar. Hij vraagt haar om op hem te wachten, totdat hij terugkeert.

## Rolverdeling
| Acteur           | Personage      |
| ---------------- | -------------- |
| Teresa Wright    | Thor           |
| Robert Mitchum   | Jeb            |
| Judith Anderson  | Mevrouw Callum |
| Dean Jagger      | Grant          |
| Alan Hale        | Jake Dingle    |
| John Rodney      | Adam           |
| Harry Carey jr.  | Prentice       |
| Clifton Young    | Sergeant       |
| Ernest Severn    | Jeb (11 jaar)  |
| Charles Bates    | Adam (11 jaar) |
| Piggy Miller     | Thor (10 jaar) |
| Norman Jolley    | Familielid     |
| Lane Chandler    | Familielid     |
| Elmer Ellingwood | Familielid     |
| Jack Montgomery  | Familielid     |